# Marie-Louise (armée)
Pour les articles homonymes, voir Marie-Louise.

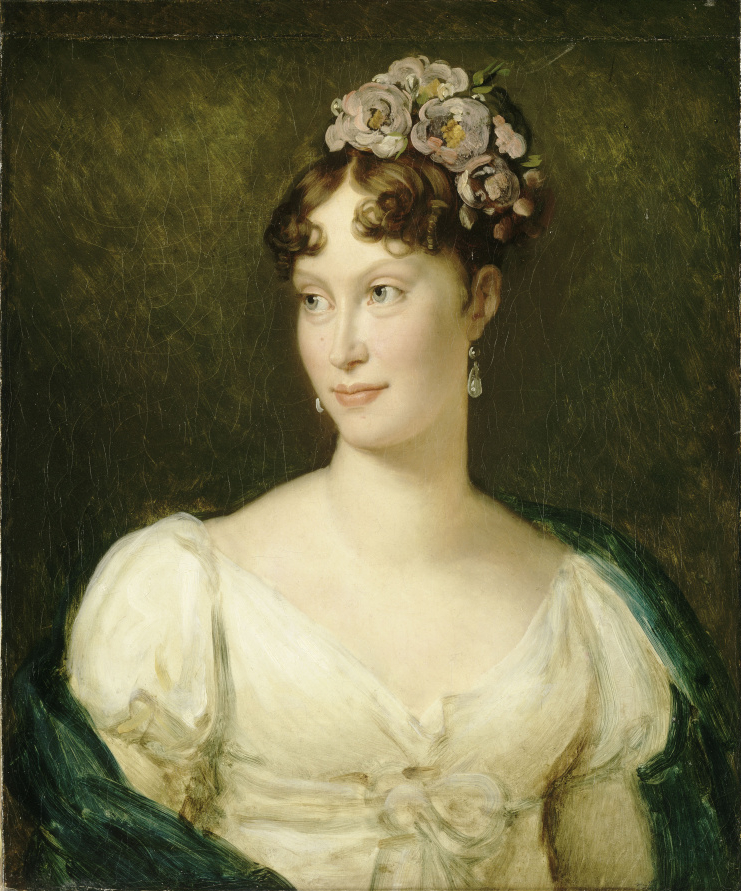
L'impératrice Marie-Louise, qui donne son nom aux jeunes conscrits de 1813.

Les Marie-Louise est le surnom donné aux 120 000 conscrits français des classes 1814 et 1815, appelés par le sénatus-consulte du 9 octobre 1813 de l'impératrice-régente Marie-Louise. Ce sénatus-consulte fait suite au courrier envoyé, depuis Dresde, le 27 septembre 1813, par l'empereur Napoléon Ier durant la campagne de Saxe (Allemagne).
Le « décret Marie-Louise », signé par l'impératrice elle-même, désigna par extension ces jeunes recrues n'ayant pas deux mois de service. Ils étaient novices dans l'art de la guerre mais entourés par des vétérans de la Grande Armée. L'empereur des Français obtint avec eux notamment les victoires de Champaubert et Montmirail.
Lors de la bataille de Champaubert, un Marie-Louise chasseur à cheval a fait prisonnier le général Zakhar Dmitrievitch Olsoufiev et ne l'a relâché que devant l'Empereur.
Le terme a été repris pour désigner les jeunes recrues de la classe 1915.

### Roman
- Erckmann-Chatrian, Histoire d'un conscrit de 1813, Hetzel, Paris, 1883 Lire en ligne